# تاكاشي ماتسوكا
تاكاشي ماتسوكا (بالإنجليزية: Takashi Matsuoka)‏ (10 يناير 1947، هوكايدو في اليابان)؛ كاتب وروائي أمريكي.

## روابط خارجية
- تاكاشي ماتسوكا على موقع IMDb (الإنجليزية)
- تاكاشي ماتسوكا على موقع قاعدة بيانات الفيلم (الإنجليزية)